# Sébastien Hinault

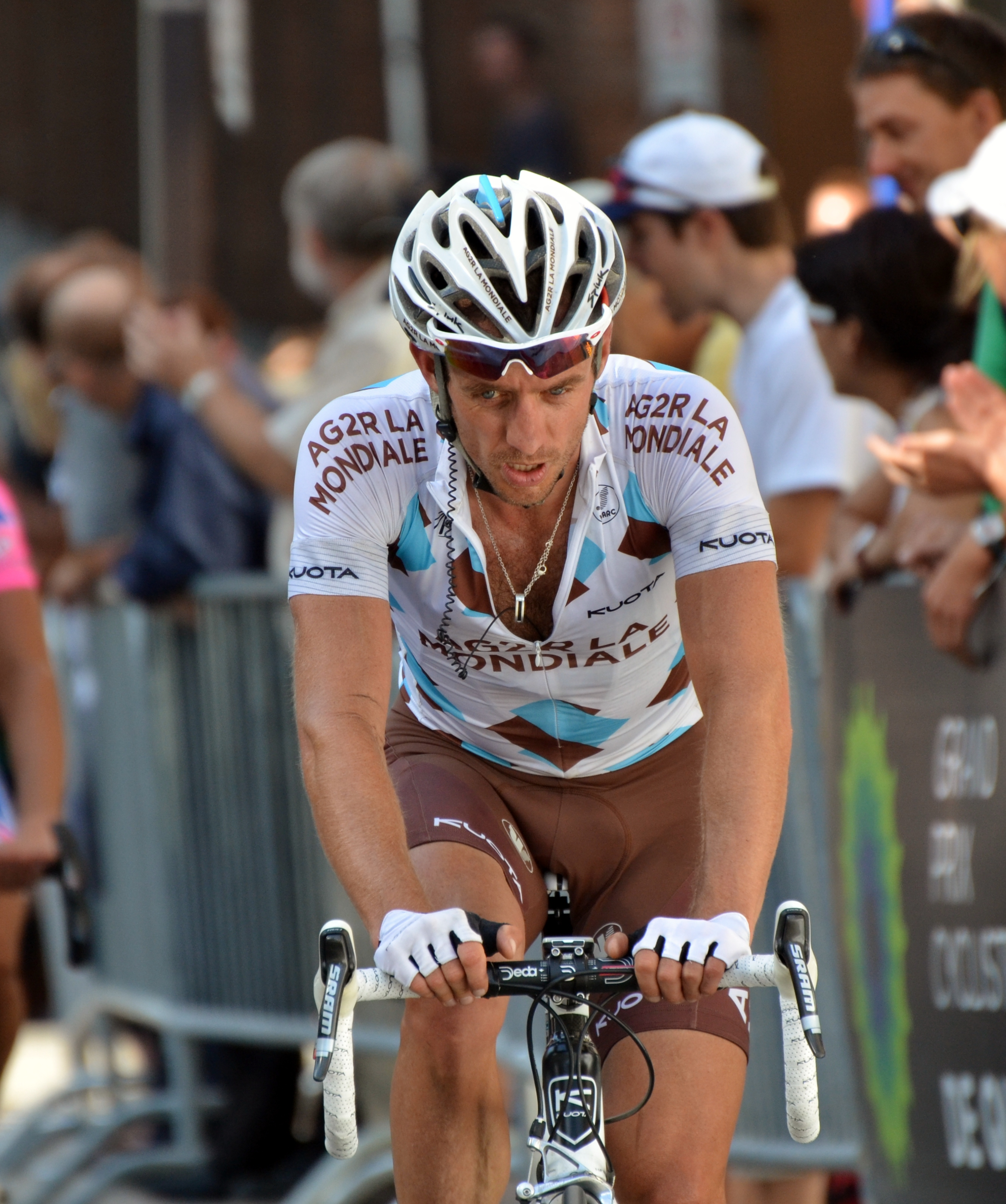
Sébastien Hinault under Grand Prix Cycliste de Québec 2011.

Sébastien Hinault, född 11 februari 1974 i Saint Brieuc, är en fransk professionell tävlingscyklist. Hinault studerade idrott i Strasbourg innan han blev professionell 1997 med GAN, som 1998 bytte namn till Crédit Agricole, där han fortsatt cykla tills stallet lade ned efter säsongen 2008. När stallet lade ned gick han över till Ag2r-La Mondiale. Hinault har slutfört Tour de France tio gånger fram till och med 2012. 
År 2003 tog Hinault sin första proffsseger när han vann den fjärde etappen på Polen runt. Under 2004 blev han fyra sammanlagt på Tyskland runt. Under året slutade Hinault trea i de franska tävlingarna Classic Haribo och Tour de Vendée. Året därpå vann han etapp 2 av Circuit Franco-Belge. Tidigare under säsongen vann han uppvisningsloppet Camors före Nicolas Jalabert.
Under säsongen 2006 vann Hinault etapp 8 av Tour de Langkawi, etapp 4 av Tour de Picardie och etapp 4 av Tour du Limousin.
Hinault vann etapp 3 av tävlingen La Tropicale Amissa Bongo i Gabon framför norrmannen Martin Vestby och den finländska cyklisten Jussi Veikkanen under säsongen 2007.
I augusti 2008 vann Hinault den tredje etappen av Tour du Limousin. Dagen därpå stod det klart att Hinault var segraren i det franska etapploppet. I september vann han etapp 10 av Vuelta a España.
Under säsongen 2009 slutade Hinault femma på etapp 2 av Étoile de Bessèges bakom Jimmy Casper, Romain Feillu, Alexandre Blain och Anthony Ravard. På Giro d'Italia 2009 slutade fransmannen på femte plats på etapp 11 och 20. Han slutade trea på etapp 3 av Tour du Limousin bakom David Arroyo och Mathieu Perget. I tävlingens slutställning slutade Hinault på fjärde plats bakom Perget, Arroyo och Xavier Florencio. På etapp 21 av Vuelta a España 2009 slutade Hinault på femte plats bakom André Greipel, Daniele Bennati, Borut Bozic och Leonardo Fabio Duque.

## Privatliv
Sébastien Hinault är gift och har tre barn. Han är inte släkt med den femfaldiga vinnaren av Tour de France Bernard Hinault.

## Stall
- GAN (stagiaire) 1996
- GAN 1997–1998
- Crédit Agricole 1999–2008
- Ag2r-La Mondiale 2009–